# Kano Yura
Kano Yura (架乃 ゆら (Giá-Nãi Do-La) 28 tháng 12 năm 1998 –) là một nữ diễn viên khiêu dâm, người mẫu, người mẫu khỏa thân, Tarento và YouTuber người Nhật Bản. Cô thuộc về công ti LINX.

## Sự nghiệp
Cô đã làm người mẫu từ khi học cấp ba và bắt đầu làm người mẫu khỏa thân từ năm 18 tuổi.

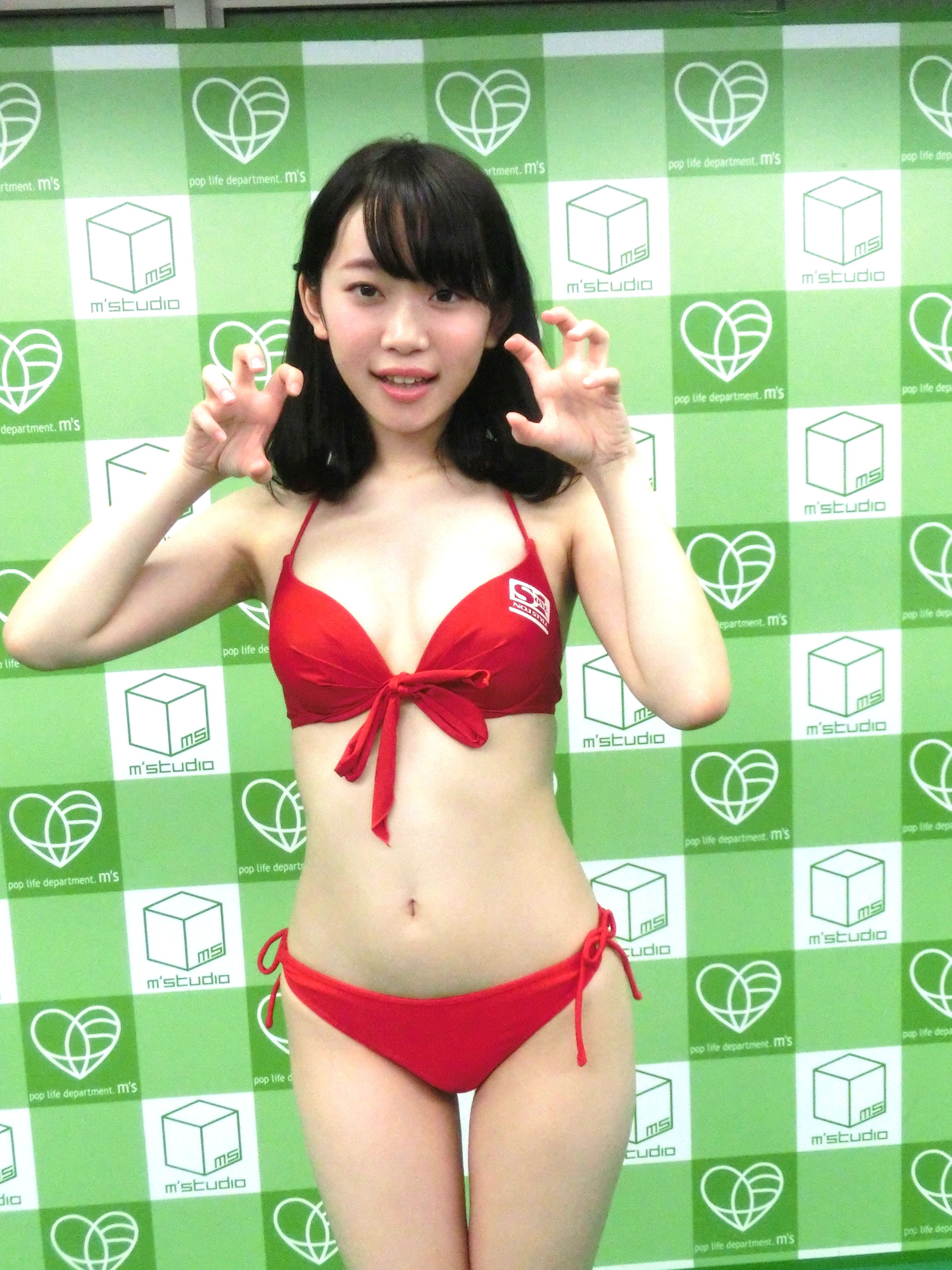
Yura tại M's Studio Akihabara (tháng 11/2017)

19/11/2017, cô ra mắt ngành phim khiêu dâm với tư cách là diễn viên độc quyền của S1 với khẩu hiệu "Sự trong suốt vô tận". Cô vẫn có ảnh khỏa thân được đăng tạp chí Venus nổi tiếng phát hành hàng tuần trước khi ra mắt ngành phim khiêu dâm.
29/6/2018, cô tham gia nhóm Ebisu Muscats 1.5 với tư cách là thực tập sinh. Vào ngày 24/8 cùng năm, cô được thăng cấp thành thành viên chính thức của Ebisu Muscats.
10/3/2020, Yura cùng Maitei, Mikami Yua, và Yoshizawa Yuki thành lập nhóm "SCANTY4" trong số các thành phần chính trong "Lễ hội Pant mùa xuân" của FANZA. Vào ngày 3/2/2021, Ichikawa Masami và Yamagishi Aika tham gia nhóm và nhóm trở thành "SCANTY 6".

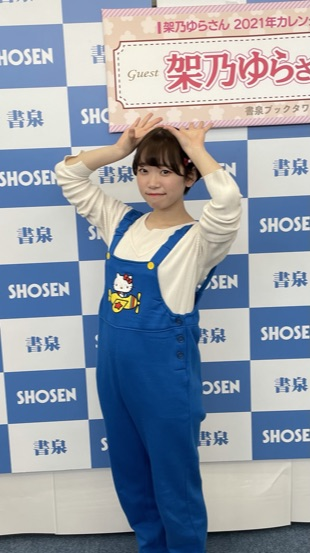
Yura tại cửa hàng sách Shosen Grande (tháng 11/2020)

Tháng 8/2021, cô xếp thứ 31 trong "Bảng xếp hạng FLASH 2021 diễn viên nữ gợi cảm chọn bởi 300 độc giả". Ngoài ra, cô còn xếp thứ 5 trong thông cáo hàng tháng của FANZA "Diễn viên khiêu dâm này thật tuyệt! mùa hè 2021".
Vào ngày 6/12 cùng năm, thông báo cô tốt nghiệp nhóm được phát ở buổi phát trực tiếp của Ebisu Muscats. Cô nói "Vì bây giờ là cuối năm, hãy cho mình hát tất cả các bài." 22/6/2022, cô tham gia vào vòng loại người mới phần sắc đẹp hình thể của Giải thưởng phong cách mùa hè Chiba và tiến vào vòng chung kết. Mặc dù cô đã tận dụng cơ hội này để thêm rèn luyện cơ bắp vào mục sở thích trên hồ sơ, trong một cuộc phỏng vấn với tạp chí Shūkan Taishū vào tháng 12/2022 cô đã nói rằng "Việc tôi sống không có mục tiêu rõ ràng như vậy đã làm cho mông tôi co lại. Cơ mông của tôi đang gào khóc...".
Tháng 5/2023, cô xếp thứ 25 trong bảng "bầu cử nữ diễn viên phim khiêu dâm SEXY đang hoạt động 2023" của Asahi Geinō.
Ngày 19/6 cùng năm, phim của cô "Lễ tạ ơn người hâm mộ S1" (エスワンファン感謝祭) (bản đĩa Blu-ray) đã xếp thứ nhất trong bảng xếp hạng bán hàng qua bưu điện của FANZA hàng tuần. Bản đĩa DVD của phim cũng đã xếp thứ 4. Phim tiếp tục xếp thứ nhất (bản đĩa DVD là thứ 5) trong tuần ngày 26/6. Phim cũng đã xếp thứ nhất trong bảng xếp hạng sàn video FANZA tuần ngày 17/7.

## Đời tư
Cô đến từ Okayama và vấn sống ở đó tại thời điểm năm 2017.
Sở thích và kĩ năng đặc biệt của cô là đi xe đạp. Cô tham gia câu lạc bộ diễn kịch khi học cấp hai và câu lạc bộ nghệ thuật khi học cấp ba. Công việc đầu tiên của cô là nhân viên cửa hàng tạp hóa khi cô 18 tuổi.
Cô là một người hâm mộ Shōwa Kayō và các hiệu ứng hình ảnh, và cô đặc biệt thích xem hết các tập của Heisei Kamen Rider. Lí do cho điều này là vì cô đã xem các tập của Ressha Sentai ToQger khi còn học trung học. Cô rất phấn khích khi được nói chuyện với Shibue Jōji, người đã xuất hiện trong Kamen Rider Hibiki. Bộ phim cô yêu thích là Kamen Rider OOO, trong phim này cũng có thắt lưng biến hình cho người lớn.
Cô thích loại người già dặn, hiền lành và mập mạp. Cô đã trả lời "biến thái" trong bài đánh giá câu hỏi S hay M.
Từ khi cô thấy phim khiêu dâm của Asami Yuma khi học cấp hai, cô có bí mật hứng thú với ngành phim khiêu dâm bằng cách xem các đoạn phim mẫu. Ban đầu, cô thấy những điều đáng sợ và có hứng thú với những điều đáng nghi trong ngành, nhưng dần dần nó trở thành nghề cô khao khát để phô trương thân hình đẹp và cô coi đó là một việc làm ngầu để làm cơ thể dài ra.
Lần đầu cô quan hệ tình dục là với một đàn anh hoạt động trong câu lạc bộ khi cô còn học trung học. Đây là người duy nhất cô quan hệ cùng trước khi ra mắt ngành. Lần đầu cô thủ dâm là vào năm lớp 4, và tại thời điểm đó cô còn không biết SEX là gì. Lần cực khoái đầu tiên của cô là khi cô thủ dâm vào năm lớp 6, và đến nay cô vẫn thủ dâm gần như hàng ngày. Ngoài ra, lông mu và lông nách của cô cũng đã bắt đầu phát triển khi cô học tiểu học, lần đầu cô mặc áo ngực là khi cô mặc áo ngực thể thao năm cấp hai, và cô đã bắt đầu mặc áo ngực thường vào năm cấp ba. Hiện nay cô thích mặc crop top và thường không mặc áo ngực tại nhà (Thông tin từ cuộc phỏng vấn trên đĩa DVD hình ảnh 11th＆18th của cô).
Điểm nổi bật của cô là núm vú luôn cứng và nhô ra ngoài như khi được kích thích ngay cả những lúc bình thường (và thậm chí còn nhiều hơn khi cô phấn khích) (nó được nhận xét là "điều trái ngược với tụt núm vú" và "luôn dựng đứng"). Ngoài việc núm vú là vùng kích thích tình dục của cô, có thể dễ dàng thấy được núm vú khi cô không mặc áo ngực và chỉ mặc áo phông, đôi khi cô đã đôi khi không cảnh giác điều này và đã ăn mặc như vậy khi đến cửa hàng tiện lợi, nhận thư hay đồ từ dịch vụ giao hàng. (Thông tin từ cuộc phỏng vấn trên đĩa DVD hình ảnh 18th của cô).
Độ dài tóc của cô thay đổi từ ngắn→dài→gọn gàng, thế nhưng người hâm mộ của cô vẫn nói rằng "bất kì kiểu tóc nào cũng hợp".
Cô đã từng nghĩ rằng mình không biết bơi, và xuyên suốt các lớp học bơi cô đã tham gia từ tiểu học đến cấp ba cô vẫn chưa tìm được lí do, tuy nhiên khi cô đi lặn ống thở như một phần của dự án của kênh YouTube "Otona no hoken-shitsu" (Phòng sức khỏe người lớn/オトナの保健室) cô mới phát hiện ra rằng cô có thể bơi nếu mình thực sự muốn.
Cô tình nguyện làm người mẫu khỏa thân sau sinh nhật 18 tuổi của cô. Cô vẫn tiếp tục làm người mẫu khỏa thân đa số trên các trang trả phí như GRAPHIS và LOVEPOP ngay cả sau khi cô tham gia ngành phim khiêu dâm.
Tên diễn "Kano Yura" được đặt bởi công ti chủ quản là một cái tên không thể tìm thấy ở đâu khác, và người ta nói rằng mỗi chữ Hán trong tên đều có nghĩa khi cô được đặt tên.
Ban đầu, cô không có nickname, vì thế cô muốn được gọi là "Yura-chan" trên Twitter. Sau đó, người hâm mộ đã gợi ý một số nickname. Cô sau đó đổi nickname thành "Yura-ran" vì nickname đó được nhiều người gợi ý nhất.
Các nữ diễn viên khiêu dâm cô nể trọng là Tsubomi, Asami Yuma và Tomoda Ayaka.
Cô cũng tự tìm kiếm bản thân trên Twitter và xem các bài về bản thân trên Wikipedia, và vào tháng 12/2019 cô rất bất ngờ khi "Aka-chan" (Em bé) được thêm vào cột nickname trên Wikipedia, và cô nói "Hãy viết thêm nhiều nickname nữa".
Khi cô mới gặp Komiya Hironobu của nhóm hài Sanshirō, cô bị nhầm với một nhân viên hỗ trợ, và từ thời điểm này, cô tự nhận vẻ bề ngoài của bản thân là "không giống diễn viên phim khiêu dâm".
Cô được nhận xét là có giọng nói và gương mặt giống Futaba Ema. Trong lần đầu học gặp nhau, họ đã cùng nhận ra là mình giống hệt người kia. Sau đó, phim của Yura đã được giới thiệu trong phim thực tế của Ema với tiêu đề "nữ diễn viên khiêu dâm tương tự". Yura và Ema cũng gọi nhau là "chị gái (Yura) và  em gái (Ema) song sinh". Ema cũng đã nói rằng "Khi tôi thấy ảnh bìa phim ra mắt ngành của cô ấy, tôi đã nghĩ rằng "Cái gì?! Chi gái này không phải là đang học trung học à?" và "Cô ấy không giống một nữ diễn viên khiêu dâm".
Đàn em Kagami Sara cùng công ti coi cô là thần tượng của mình.
Cô đã đăng nhiều kì bài tự đánh giá của cô lên FANZA News, và là một trong số ít các nữ diễn viên đã đăng các kì bài tự đánh giá.
Cô có một con mèo munchkin đực (đặt tên là Simba theo nhân vật trong Vua sư tử, vì nó có lông màu nâu và trông giống sư tử. Simba cũng là con của mèo hoang được giải cứu khi bị tàng trữ), và cô thường treo ảnh tự chụp với nó ở nhà. Cô cũng đã từng có kinh nghiệm nuôi hamster tại nhà, và trong buổi kí tặng trực tuyến cho sách ảnh 7th của cô vào ngày 1/8/2022 cô đã nói rằng cô thích tất cả động vật không phân biệt loài do cô vốn lớn lên ở vùng quê (Tuy nhiên sau này cô đã viết một bài trên FANZA News nói rằng cô ghét gián).
Sau khi ra mắt với tư cách là ca sĩ cho Ebisu Muscats, cô đã không có hoạt động ca sĩ độc tấu nào, ngoại trừ việc hát nhạc thần tượng thời Chiêu Hòa như các bài của Onyanko Club và Matsuda Seiko tại chương trình sau đây. "Nozomi Channel" là chương trình phát hành năm 2021 để tri ân bài hát "Konya wa Boogie Back" cũng như video âm nhạc của bài. Vào năm 2022, cô đã cho phát hành bản thu âm lại bài Maji de Koi suru 5-byō mae (5 giây trước khi thật sự rơi vào lưới tình) của Hirosue Ryōko (theo cô, đây không phải bản thu âm mà là "tái sản xuất" bài hát).